# Gail Honeyman
Gail Honeyman é uma escritora escocesa cujo romance de estreia é "A Educação de Eleanor". Esta obra ganhou o prémio Costa First Novel Award em 2017.

## Biografia
Nascida e criada em Stirling, no centro da Escócia, com uma mãe que trabalhava na função pública e um pai na área da ciência, Honeyman foi uma leitora voraz durante a infância. A mesma afirmou visitar a biblioteca uma quantidade absurda de vezes por semana.
Estudou francês e literatura na Universidade de Glasgow antes de prosseguir com a sua educação na Universidade de Oxford numa pós-graduação em poesia francesa. Porém, decidiu que a carreira académica não era para ela e embarcou numa série de trabalhos de bastidores, primeiro na função pública na área económica e depois como administradora na Universidade de Glasgow. Enquanto trabalhava como administradora, Honeyman realizaou um curso de escrita da Faber Academy, submetendo os primeiros três parágrafos daquele que viria a ser "A Educação de Eleanor" numa competição de ficção não publicada por autoras femininas realizada pela Cambridge's Lucy Cavendish College. O livro veio a ganhar inúmeros prémios de uma vasta aclamação da crítica.

## Livros
"A Educação de Eleanor" ganhou o Costa First Novel Award em 2017 e desde então, Honeyman, foi entrevistada com frequência para jornais como "The Guardian", "The Telegraph" e "Waterstones". A respeito da personagem principal da história, afirmou ao "The Telegraph" que não se trata de um retrato dela mesma ou de alguém que conheça, apesar de ter sentido solidão, como toda a gente. Em Janeiro de 2018, Honeyman anunciou estar a trabalhar num novo livro, tendo um período e localização diferentes do primeiro.